# 赫爾大教堂
赫爾大教堂（英語：Hull Minster），曾作聖三一教堂（Holy Trinity Church），是位於英格蘭城市赫爾河畔京斯頓市中心的一座教堂。赫爾大教堂是英格蘭建築面積最大的教區教堂，教堂的歷史追溯至約1300年時。現在聖三一教堂被列入英國一級登錄建築，並且也是大教堂集團的成員之一。

## 外部連結
- Official website （页面存档备份，存于）
- 關於其詳細資料（387644），英格蘭圖庫，英格蘭遺產委員會
- Photos （页面存档备份，存于）

53°44′29″N 0°20′00″W / 53.74139°N 0.33333°W